# Радосинська вулиця
Радоси́нська ву́лиця — вулиця в Деснянському районі міста Києва, селище Троєщина. Пролягає від кільця на перетині вулиць Олексія Курінного, Деснянської та Миру до Милославської вулиці. Далі ця вулиця переходить у трасу на місто Остер через Погреби, Зазим'я, Рожни тощо.
Прилучаються вулиці Гійома де Боплана, Анатоліївська, Миру, Деснянська, Ягеллонська, Сім'ї Ханенків, Лермонтова, Зінаїди Тулуб, Шевченка, Соні Делоне, Івана Кожедуба, Садова, Володимира Беца, Національної Гвардії, Свято-Троїцька, Вірності, Справедливості, Прикордонна, Сергія Котенка, Миколи Гришка, Лейбніца та Тодося Осьмачки.

## Історія
Центральна вулиця селища Троєщина. Забудована приватними малоповерховими будинками садибного типу. Виникла в кінці XIX століття, з 1965 року мала назву вулиця Леніна, на честь російського політичного діяча Володимира Леніна.
У грудні 2014 — лютому 2015 року Київська міська державна адміністрація провела громадське обговорення щодо перейменування вулиці на Копильщанську , від назви кутка села Троєщина — Копильщани. У червні 2015 року комісія з питань найменувань при Київському міському голові ухвалила пропозицію перейменувати вулицю на Радосинську. 3 вересня 2015 року на пленарному засіданні Київради депутати відклали перейменування вулиці на Копильщанську.
Сучасна назва на честь історичної місцевості Радосинь — з 2016 року.

## Установи та заклади
- Загальноосвітня школа № 278 (буд. № 2-А);
- Будинок культури села Троєщина Деснянського району (буд. № 27);
- ЖЕК селища Троєщина (буд. № 40) (до 1988 року — Троєщинська сільська рада).